# Geoff Smith
Geoffrey Charles Smith, MBE (nascut el 1953) és un matemàtic britànic]. És professor titular de matemàtiques a la Universitat de Bath (on treballa en teoria de grups) i actual professor a la Wells Cathedral School. Es va formar a la Trinity School de Croydon i va assistir al Keble College, Oxford, a la Universitat de Warwick i a la Universitat de Manchester, on va obtenir un doctorat. en teoria de grups el 1983.
Smith va ser el líder de l'equip del Regne Unit a l'Olimpíada Internacional de Matemàtiques entre 2002 i 2010, un període continu més llarg que qualsevol altra persona. Va tornar a la posició de líder de l'Olimpíada Britànica de Matemàtiques des del 2013.
Smith també va preparar equips britànics per al torneig romanès Masters in Mathematics (que van guanyar el 2008) i per a la participació com a convidats a l'Olimpíada Matemàtica Balcànica anual.
El juny de 2011, Smith va rebre un MBE per serveis a l'educació després de les seves contribucions a l'organització de classes magistrals de Royal Institution Maths.
El 2011 Geoff va proposar el problema 2 de l'IMO 2011.